# Inma de Santis
Inmaculada Santiago del Pino, más conocida como Inma de Santis (Madrid,  24 de febrero de 1959 - territorio del Sahara Occidental, 21 de diciembre de 1989), fue una actriz de cine, teatro, presentadora y directora de varios programas en Televisión Española, así como directora de tres cortometrajes. También participó a veces como guionista. 
Su nombre artístico, Inma de Santis, a menudo se veía cambiado en películas y revistas, como Inma de Santi, Inma de Santy, Inma de Santys...

## Biografía
Debutó en el cine en 1964, a sus cinco años, en la producción hispano-mexicana El niño y el muro. No tardaría en trabajar en el teatro y a lo largo de su carrera interpretaría entre otras El castigo sin venganza (1985); La herida del tiempo, de J. B. Priestley; Del rey Ordás y su infamia (1983), de Fernando Fernán Gómez, y Cuplé (1986), de Ana Diosdado.
Posteriormente, tras estudiar la carrera de Ciencias de la Información en la rama de Imagen, dirigió varios cortometrajes. Uno de ellos, Eulalia, fue premiado en varios certámenes y otro posterior, Seis mujeres, seis, tuvo buenas críticas. En TVE protagonizó quince obras de teatro, entre ellas Adiós, señorita Ruth, Las Meninas, La pechuga de la sardina, El invernadero  y Pepa Doncel, participando también en varios capítulos de series, como Cuentos y leyendas y Página de sucesos. En televisión se convirtió en un rostro conocido al presentar y dirigir el espacio sobre programación Fin de Semana y el destinado a la tercera edad El tiempo que vivimos. 

## Muerte
En diciembre de 1989, durante unas vacaciones en el desierto del Sahara, en el territorio del Sahara Occidental, Inma de Santis falleció al volcar el vehículo todoterreno que conducía. Fue enterrada en el cementerio de La Almudena (Madrid) y posteriormente incinerada, tal y como ella habría deseado.

## Filmografía
- 'El tiempo que vivimos (programa televisión) (1989) ... presentadora y directora
- 'Habitación 332 (cortometraje) (1989) .... directora
- 'Telecomedias (serie televisión) Capítulo: "Detrás del telón" (1989)
- 'El greco (teatro) (1989)
- 'Telecomedias (serie televisión) Capítulo: "El diario de un maestro" (1989)
- Ella, él y Benjamín (cortometraje) (1988) ... Isabel
- 'Fin de semana (programa televisión) (1987-1988) ... presentadora y directora
- Seis mujeres, seis (cortometraje) (1987) .... directora
- Eulalia (cortometraje) (1986) .... guionista y directora
- El disputado voto del Señor Cayo (1986)  ... (supervisora de script)
- 'Cuplé (teatro) (1986) .... Leni
- Página de sucesos (serie televisión) Capítulo: "El crimen de Don Benito" (1985) ... Sagrario
- 'Veraneantes (serie televisión) Parte: "El crepúsculo" (1985) ... Sandra
- 'Veraneantes (serie televisión) Parte: "El bosque" (1985) ... Sandra
- 'Castigo sin venganza (teatro) (1985) .... Aurora
- 'Estudio 1 (teatro televisado) Obra: "La herida del tiempo" (1984) .... Carol
- 'Del Rey Ordás y su infamia (teatro) (1983) .... Delgadina
- 'Un encargo original (serie televisión) Capítulo: "El cólera azul" (1982) ... María de la Concepción
- 'Historias para no dormir (serie televisión) Capítulo: "El caso del Señor Valdemar" (1982) ... Lucía van Lain
- 'Estudio 1 (teatro televisado) Obra: "Un marido ideal" (II) (1982) ... Miss Mabel Chiltern
- 'Sonatas (serie televisión) Parte: "Sonata de primavera" (1982) ... María del Rosario
- 'Estudio 1 (teatro televisado) Obra: "La pechuga de la sardina" (1982) ... Paloma Concha
- 'La ilustre fregona (teatro) (1982) .... Constanza
- 'Teatro estudio (teatro televisado) Obra: "Pepa Doncel" (1981)
- 'Estudio 1 (teatro televisado) Obra:  "El mercader de Venecia" (II) (1981)
- 'Culpables (teatro) (1980)
- 'Melocotón del almíbar (teatro) (1980) .... Núria
- 'El alcalde de Zalamea (teatro) (1980) .... Isabel
- 'Calisto y Melibea (teatro) (1980) .... Melibea
- 'Estudio 1 (teatro televisado) Obra:  "Mi señor es un señor" (1980) ... Nati
- 'La mansión de los Plaff (programa infantil) (1979-1981) .... Ingrid
- 'La otra honra (teatro) (1979)
- 'Estudio 1 (teatro televisado) Obra:  "La sonrisa de la Gioconda" (1979)
- 'El grillo (teatro) (1979)
- 'Antología de la zarzuela (teatro) (1979)
- 'Nuestra ciudad  (1979)
- 'La locura de Don Juan (teatro) (1979) .... Regina
- Cinematógrafo 1900. Homenaje a Segundo Chomón (documental) (1979) (presentadora de este documental)
- 'Estudio 1 (teatro televisado) Obra:  "Mesas separadas" (II) (1979) ... Jean
- 'Estudio 1 (teatro televisado) Obra:  "Sinfonía inacabada" (1979) ... Maria
- 'Teatro estudio (teatro televisado) Obra: "Adiós, señorita Ruth" (1978) ... Bessie Watty
- El juglar y la reina (serie televisión) Capítulo: "La leyenda del Conde Niño"  (1978)  .... Elena
- Nunca en horas de clase (1978) .... Susy
- Tío, ¿de verdad vienen de París? (1977) ... Adriana
- ¡Vaya par de gemelos! (1977) .... Pilar
- 'Estudio 1 (teatro televisado) Obra:  "La vida que te di" (1977) ... Lidia
- 'Estudio 1 (teatro televisado) Obra:  "Es mi hombre" (1977) ... Leonor
- 'Estudio 1 (teatro televisado) Obra:  "El farsante de Occidente" (1976) ... Sara
- 'Imposible para una solterona (1976) (voz de la Secretaria de Manuel)
- 'Pecado mortal (1976) ... Luisa
- 'Ana Karenina (serie televisión) (1975) ... Kitty o Princesa Cherbatzki
- 'Teatro estudio (teatro televisado) Obra: "El burlador de Sevilla" (1976) ... Doña Ana
- 'La pródiga (serie televisión) (1975) ... Pura Pinto
- 'Estudio 1 (teatro televisado) Obra:  "El caballero de la mano en el pecho" (1975) ...  posesa
- Novela .... (teatro televisado) Obra:  El invernadero (1975) ... Ana
- Las flores del vicio (o "Exorcismo de un pueblo" o "Bloobath" o "El cielo se cae") (1975) ... Carrinatín
- '"Palabras cruzadas" (serie televisión) Capítulo: "El asesinato de Robert Twain" (1975) ... Chris Twain
- Leonor (1975) ... (chica bruja)
- Madres solteras (1975) .... Montse
- Juego de amor prohibido (1975) .... Julia
- El asesino de muñecas (1975) .... Audrey
- Cuentos y leyendas (serie televisión) Capítulo: "El crimen del indio" .... Benedita (1974)
- El juego del diablo (1974) .... Sheila
- 'Cuentos y leyendas (serie televisión) Capítulo: "El señor de Bembibre" (1974) .... Beatriz
- 'Blancanieves (teatro) (1974) .... Blancanieves
- Noche de teatro (teatro televisado) Obra: Las Meninas (1974) ... La Infanta María Teresa
- Los pintores del Prado (serie televisión) (1974)  Murillo: La Virgen Niña (1974) ... María
- Entre visillos (serie televisión) (1974)...  Tali o Natalia Ruiz
- 'Pedro y el Lobo (obra de danza teatral) (1974) ... pájaro
- 'La esfinge maragata (serie televisión) (1973) ... Marianela
- 'Los Chiripitiflaúticos (programa infantil) (1973) .... Indiecita Cachiqué
- 'Humillados y ofendidos (serie televisión) (1973) ... Nelly
- Experiencia prematrimonial (1972) ... Bibi
- Entre dos amores (1972) .... María Rivera
- La duda (1972) .... Nelly o Leonor
- El bosque del lobo (1970) .... Teresita
- Goya, historia de una soledad (serie televisión) (1971) ... Rosarito
- Las melancólicas (o "Exorcism´s daugther") (1971) .... Tani o Tania niña
- Historia para no dormir (serie televisión) Capítulo: Asesinatos de la Calle Morgue (1971) ... la joven Madeleine
- 'Las tentaciones (serie televisión) Capítulo: "El suicidio de Berta Pinar" (1970)
- Los camioneros (serie televisión) Capítulo: "Ruta bajo la nieve de enero" (1970) .... María [nota 1]
- 'Cuentos y leyendas (serie televisión) Capítulo: "Vestida de tul" (1970)
- El otro árbol de Guernica (1969) .... Begoña
- La vida sigue igual (1969) ..... (niña bailarina)
- "El mercenario" o "Die Grosse Treibjagd (1968) .... Isabel
- 'Zuecos y naranjas (serie televisión) (1968)
- "Teatro de siempre" (teatro televisado) Obra:  - "El burlador o el ángel del demonio" (1968)
- 'Antoñita la fantástica (serie televisión) (1967) .... Antoñita
- 'La balada del rey Gaspar (serie televisión) (1967) ... Esperanza
- La mujer de otro  (1967) .... Ana María
- Javier y los invasores del espacio (1967).... Mabel
- 'El círculo de tiza (teatro) (1967) .... (Inma hizo papel de niño)
- 'Cinco cartas desde Alemania (serie televisión) (1966) .... Vecina
- 'Sola en la oscuridad (teatro) (1966)
- La mujer perdida (1965)... (Inma es hija de pescadores)
- 'Bella durmiente (teatro) (1964) .... bella durmiente de niña
- El niño y el muro (1964) .... Martha

- Asesinatos de la calle Morgue (1971) [nota 2]
- Las flores del vicio (1979)

## Actuaciones en televisión
- Bankir (Película de televisión, 1964)
- Estudio 1
  - Catalina de Aragón (15 de julio de 1969)
  - Catalina de Aragón II (29 de julio de 1969)
- Los camioneros
  - Ruta bajo la nieve de enero (19 de noviembre de 1973)
- Novela [nota 3]
- Cuentos y leyendas
  - El señor de Bembibre (20 de febrero de 1976)
- Veraneantes
  - El bosque II (4 de febrero de 1985)
  - El crepúsculo II (18 de febrero de 1985)
  - El crepúsculo III (25 de febrero de 1985)